# Hugh Drysdale
Le colonel Hugh Drysdale, mort le 22 juillet 1726, est un militaire britannique, gouverneur colonial de la Virginie. Il a servi comme gouverneur de septembre 1722 jusqu'à sa mort.